# Улитка (приток Алчана)
Ули́тка (до 1972 года — Култуха) — река в Пожарском районе Приморского края России.
Берёт начало на склонах горы Синей. Течёт в южном направлении, впадает в реку Алчан справа в 13 км от её устья.
Длина реки 92 км, площадь бассейна 1030 км², общее падение реки 556 м. Ширина её до 30 м, глубина достигает 0,2 до 1,5 м.
Основные притоки: Золотой Ключ, Колькин Ключ, Большая, Третья Речка, Моховая.
В летнее время часты паводки, вызываемые в основном интенсивными продолжительными дождями.
Единственный населённый пункт в бассейне реки — село Светлогорье Пожарского района, стоит на правом притоке Речка 1-я.